# Mil·lenni
Un mil·lenni és una unitat de temps, equivalent a un període de 1000 anys consecutius. La paraula mil·lenni deriva del llatí mille, mil i annus, curs. Normalment, la paraula s'utilitza específicament per a períodes de mil anys que comencen en un punt inicial de referència del calendari en qüestió, típicament l'any "1".

## Celebracions

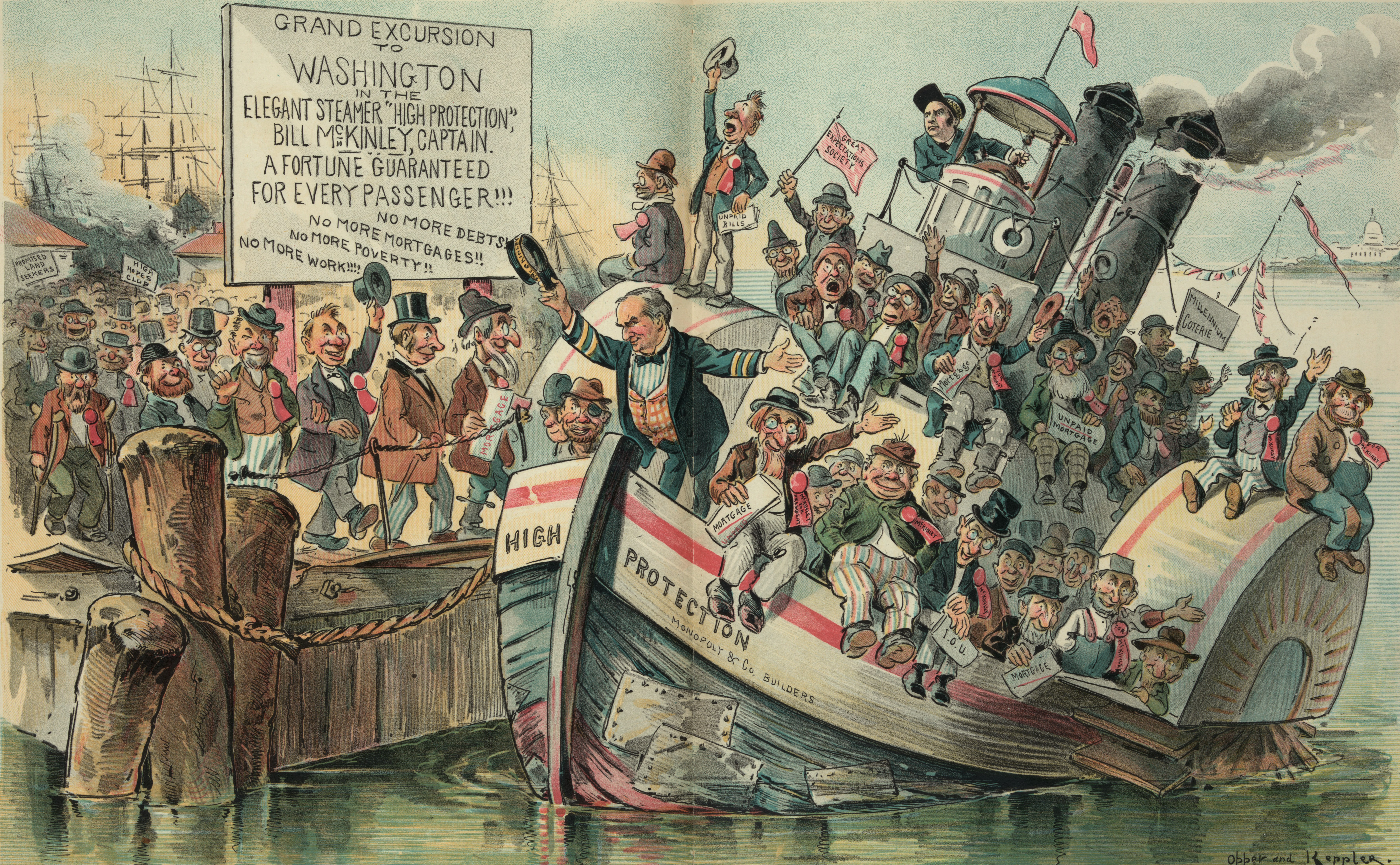
Tots a bord pel mil·lenni! per Opper i Keppler, 1896

Hi va haver un debat públic abans de les celebracions de l'any 2000 sobre si l'inici d'aquell any s'havia d'entendre com l'inici del "nou" mil·lenni. Històricament, hi ha hagut debat al voltant del canvi de dècades, segles i mil·lennis. La qüestió sorgeix de la diferència entre la convenció d'utilitzar nombres ordinals per comptar anys i mil·lennis, com en "el tercer mil·lenni", o utilitzar una descripció vernacular, com en "els dos mil". La diferència d'opinió es redueix a si celebrar, respectivament, el final o l'inici de l'any "-000". La primera convenció és comuna als països de parla anglesa, però la segona és habitual, per exemple, a Suècia (tvåtusentalet, que es tradueix literalment com el període del dos mil).
Els qui sostenien que l'arribada del nou mil·lenni s'havia de celebrar en la transició del 2000 al 2001 (és a dir, del 31 de desembre de 2000 a l'1 de gener de 2001) van argumentar que el sistema Anno Domini de comptar els anys va començar amb l'any 1 (no hi va haver any zero) i, per tant, el primer mil·lenni va ser de l'any 1 fins a finals de l'any 1000, el segon mil·lenni des de l'any 1001 fins a finals de l'any 2000 i el tercer mil·lenni començant amb 2001 i acabant a finals de 3000.
La cultura popular va donar suport a la celebració de l'arribada del nou mil·lenni en la transició del 1999 al 2000 (és a dir, del 31 de desembre de 1999 a l'1 de gener de 2000), ja que el canvi de la xifra de les centenes en el nombre de l'any, és coherent amb la denominació vernacular de dècades pel seu dígit de "desenes" (per exemple, anomenant el període 1980 a 1989 com "els anys vuitanta" o "els vuitanta"). Mentre que del 1999 al 2000 canvien totes les xifres, del 2000 al 2001 només en canvia una. Això de vegades es coneix com "l'efecte hodòmetre". Afegida a la seva importància cultural, l'"any 2000" havia estat una frase popular que es referia a un futur sovint utòpic, o un any al voltant del qual es van escriure històries. També hi va haver interès dels mitjans i del públic en l'error informàtic de l'any 2000, i altres van apuntar també un interès econòmic.
Una tercera posició va ser expressada per Bill Paupe, cònsol honorari de Kiribati: "Per a mi, simplement no veig de què tracta tot el debat... no canviarà res. L'endemà tornarà a sortir el sol i llavors tot s'oblidarà." I fins i tot per als que ho van celebrar, en termes astronòmics, no hi havia res especial en aquest esdeveniment en particular.
Stephen Jay Gould, en el seu assaig Dousing Diminutive Dennis' Debate (o DDDD = 2000) (Dinosaur in a Haystack), va discutir la interpretació de la transició entre la cultura "alta" versus la cultura "pop". Gould va assenyalar que l'alta cultura, la construcció estricta havia estat el punt de vista dominant al començament del segle xx, però que el punt de vista de la cultura pop va dominar al final.
L'inici del segle XXI i el 3r mil·lenni es van celebrar a tot el món a principis de l'any 2000. Un any més tard, a principis de l'any 2001, les celebracions havien tornat en gran part al que s'acostumava a fer abans entre un any i un altre, encara que alguns van donar la benvinguda a "l'autèntic mil·lenni", inclòs el cronometrador oficial dels Estats Units, l'Observatori Naval dels Estats Units, i els països de Cuba i Japó.
L'enfocament popular va ser tractar el final de 1999 com el final d'"un mil·lenni" i fer celebracions del mil·lenni a mitjanit entre el 31 de desembre de 1999 i l'1 de gener de 2000, amb la importància cultural i psicològica dels esdeveniments enumerats combinant-se per fer que les celebracions se celebressin un any abans de la data formal.

## Llista
Podeu veure la informació més detallada a la pàgina de segles i dècades. Per a períodes anteriors, consulteu els articles; geologia històrica, Plistocè, i Paleolític. Aquesta pàgina conté els enllaços als diferents mil·lennis de la història humana.
- Mil·lenni X aC
- Mil·lenni IX aC
- Mil·lenni VIII aC
- Mil·lenni VII aC
- Mil·lenni VI aC
- Mil·lenni V aC
- Mil·lenni IV aC
- Mil·lenni III aC
- Mil·lenni II aC
- Mil·lenni I aC
- Mil·lenni I
- Mil·lenni II
- Mil·lenni III